# Eugenio Maggi
Eugenio Maggi (Genova, 17 luglio 1919 – Genova, 5 dicembre 2003) è stato un anarchico e antifascista italiano.

## Biografia
Operaio della San Giorgio di Sestri Ponente (Genova), partecipa alla Resistenza nella formazione partigiana anarchica Errico Malatesta e nella Brigata Alpron. Arrestato il 24 luglio 1944 a Sestri Ponente, detenuto nella questura di Genova e nel carcere di San Vittore a Milano, viene rinchiuso nel campo di transito di Bolzano nell'agosto 1944. Il 7 settembre 1944 è deportato nel campo di concentramento di Flossenbürg con il famigerato Trasporto 81. Nell'ottobre del 1944 viene trasferito nel sotto-campo di Kottern, appartenente al campo di concentramento di Dachau, dove viene registrato con la matricola n. 116335, e destinato al lavoro forzato nello stabilimento in cui si costruivano le bombe volanti V2. Trasferito in seguito al campo principale di Dachau il 10 aprile 1945, viene liberato il 29 aprile del 1945 dai reparti dell'esercito statunitense.